# Головоломка из тел
«Головоломка из тел» (итал. Body Puzzle) — фильм ужасов известного итальянского мастера в жанре хоррор Ламберто Бава.

## Сюжет
Некогда добрый малый попадает в аварию. После чего становится маньяком-потрошителем, коллекционирующим человеческие органы, дабы из них сделать человека.

## В ролях
- Джоанна Пакула — Трейси Грант
- Томас Арана —  Майкл
- Франсуа Монтагю — Эйб
- Джанни Гарко — шеф полиции
- Эрика Бланк — доктор Корт
- Джованни Ломбардо Радиче — Моранги

## Интересные факты
- Лента была отобрана в конкурсной программе Международный фестиваль фантастических фильмов «Fantasporto»
- В соответствии с Системой возрастной классификации кинопоказа в России лента имеет категорию: «Фильм разрешен для показа зрителям, достигшим 18 лет».